# コールドゥーラ (小惑星)
コールドゥーラ (940 Kordula) は小惑星帯の外縁部に位置するキュベレー族の小惑星である。ハイデルベルクのケーニッヒシュトゥール天文台でカール・ラインムートによって発見された。
聖ウルスラの従者の一人で、みずからも列聖されたと伝えられるコールドゥーラ (Saint Cordula) にちなんで命名された。